# Napospart
Napospart (bolgár nyelven: Слънчев бряг, ejtsd: szláncsev brijág) a Fekete-tenger partján elterülő turistaparadicsom Bulgáriában. Burgasztól körülbelül 35 km-re északra fekszik Burgasz megyében, azon belül pedig Neszebar kistérségben. A legközelebbi repülőtér Burgaszban található, ahová Budapestről és Debrecenből is indul közvetlen repülőjárat. Nyolc kilométer hosszú, kék zászlós minősítésű strandja évről évre több százezer turistát csábít ide, főleg Kelet-, Észak-Európából és az Egyesült Királyságból. A turistaparadicsom számos lehetőséget kínál a vízisportok szerelmeseinek is.

## Turizmus
A város állandó lakossága roppant kevés, a nyári hónapokban azokban több ezer turista látogat ide. A fő szállodák az 5 km hosszú tengerparton terülnek fel a Neszebár és Sveti Vlas által közrefogott öbölben. Mivel számtalan étterem, szálloda, bár, diszkó, nightclub otthona a város, sokszor az új Ibizaként utalnak rá. Egész Európából járnak turisták Napospartra, főleg Kelet-Európából és Oroszországból, de népszerű célpont a brit, német, holland és skandináv turisták körében is. Sok nyugat-európai nyaralót vásárol, mivel jelentősen olcsóbban hozzájuthatnak ingatlanhoz Bulgáriában, mint otthon. A városból egyedi panoráma nyílik Neszebárra, amely többek között hajóval is megközelíthető.
Az angol Post Office Travel Money 2019-ben Napospartot választotta meg a legjobb ár-érték aranyú üdülőhelynek. A lista második helyén a portugál Algarve végzett. A felmérés során olyan tényezőket vettek figyelembe, mint egy kétszemélyes ebéd, alkoholtermékek, kávé és naptej ára. 

## Éghajlat
Napospart mérsékelten kontinentális éghajlatát nagyban befolyásolja a Fekete-Tenger közelsége. Az évi átlaghőmérséklet 12,3 C. A főszezon ideje alatt, júniustól szeptemberig, átlagosan havonta 3-4 borús nap van. A nyár mérsékelten forró, amit a hűvös szellők tesznek elfogadhatóvá. A tél enyhe, általában hómentes, és jellemző a napsütés. A napsütéses órák száma körülbelül évi 2300 óra.
A fő turistaszezon több mint fél évet ölel fel, így Napospart méltán nagyon népszerű turista desztináció. 
|            | Nappali átlaghőmérséklet | Éjszakai átlaghőmérséklet | Csapadékos napok száma |
| ---------- | ------------------------ | ------------------------- | ---------------------- |
| május      | 23 °C                    | 12 °C                     | 7                      |
| június     | 26 °C                    | 18 °C                     | 2                      |
| július     | 28 °C                    | 18 °C                     | 5                      |
| augusztus  | 29 °C                    | 19 °C                     | 3                      |
| szeptember | 25 °C                    | 16 °C                     | 8                      |

## Története
Az üdülőtelep építése a kommunista időkre nyúlik vissza. Az első építkezés 1958-ban kezdődött azon a területen ahol két kút állt, amely az ókorban és középkorban vízzel látta el Neszebárt. A következő évben már meg is érkeztek az első turisták. A zöldövezeti paradicsom megépítéséhez 550 000 négyzetméter termékeny talajt szállítottak ide, emellett 300 000 fát, 770 000 díszbokrot, 100 000 rózsát és több százezer dűnefüvet ültettek a területre. Az egykori zöldellő turistaparadicsom nagy részét mára beépítették szállodákkal, és vendéglátó helyekkel.   
Az 1980-as években a nagyszabású építkezéseknek ideiglenes vége szakadt. 1959 és 1989 alatt Napospartot több mint 5 millió külföldi és 2 millió bolgár kereste fel. A nyolcvanas évek végéig a külföldi turisták zöme a szocialista országokból látogatott el ide, mára azonban a turisták jelentős százaléka az Egyesült Királyságból, Németországból, Hollandiából és Skandináviából érkezik. Fennállásának harmincadik évfordulóján 108 szálloda, összesen mintegy 27 ezer ággyal, 130 étterem és temérdek más létesítmény volt a városban. Napospart építészeti szempontból is érdekességeket kínál az idelátogatóknak: a szocializmus idején ezen az üdülőtelepen mutatták be a nemzetközileg is elismert bolgár építészet remekeit.
A 2007-es Európai Uniós csatlakozás nagyon kedvezően hatott a térség, és Bulgária gazdaságára is.

## Képgaléria

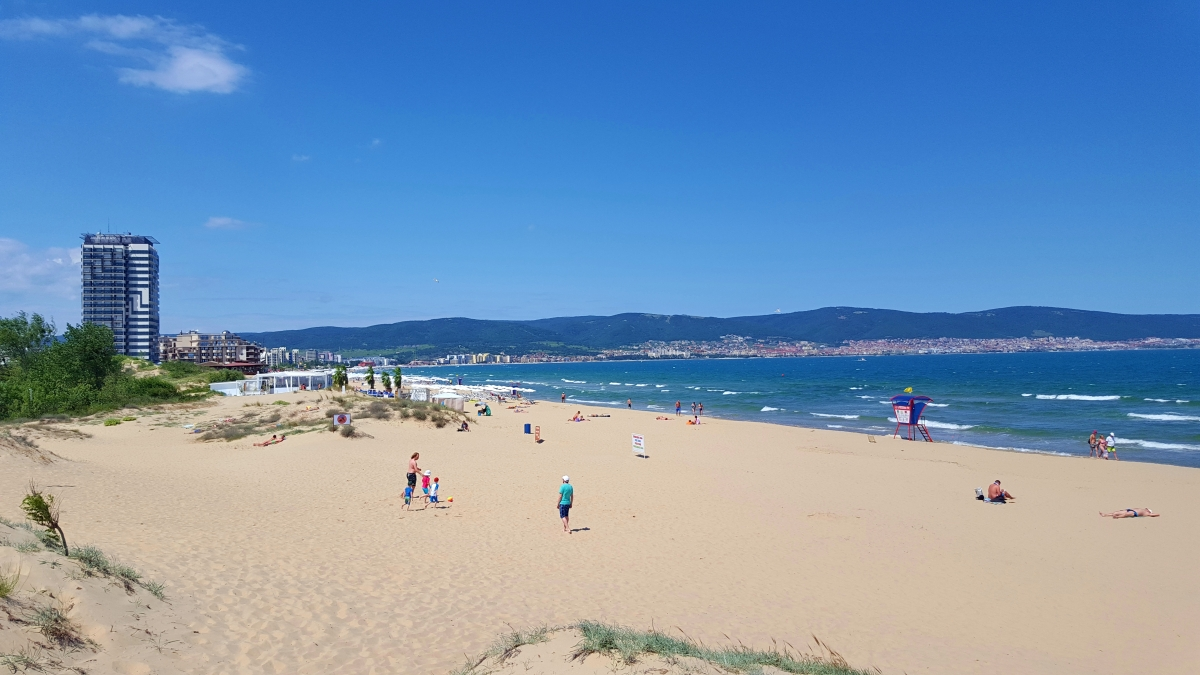
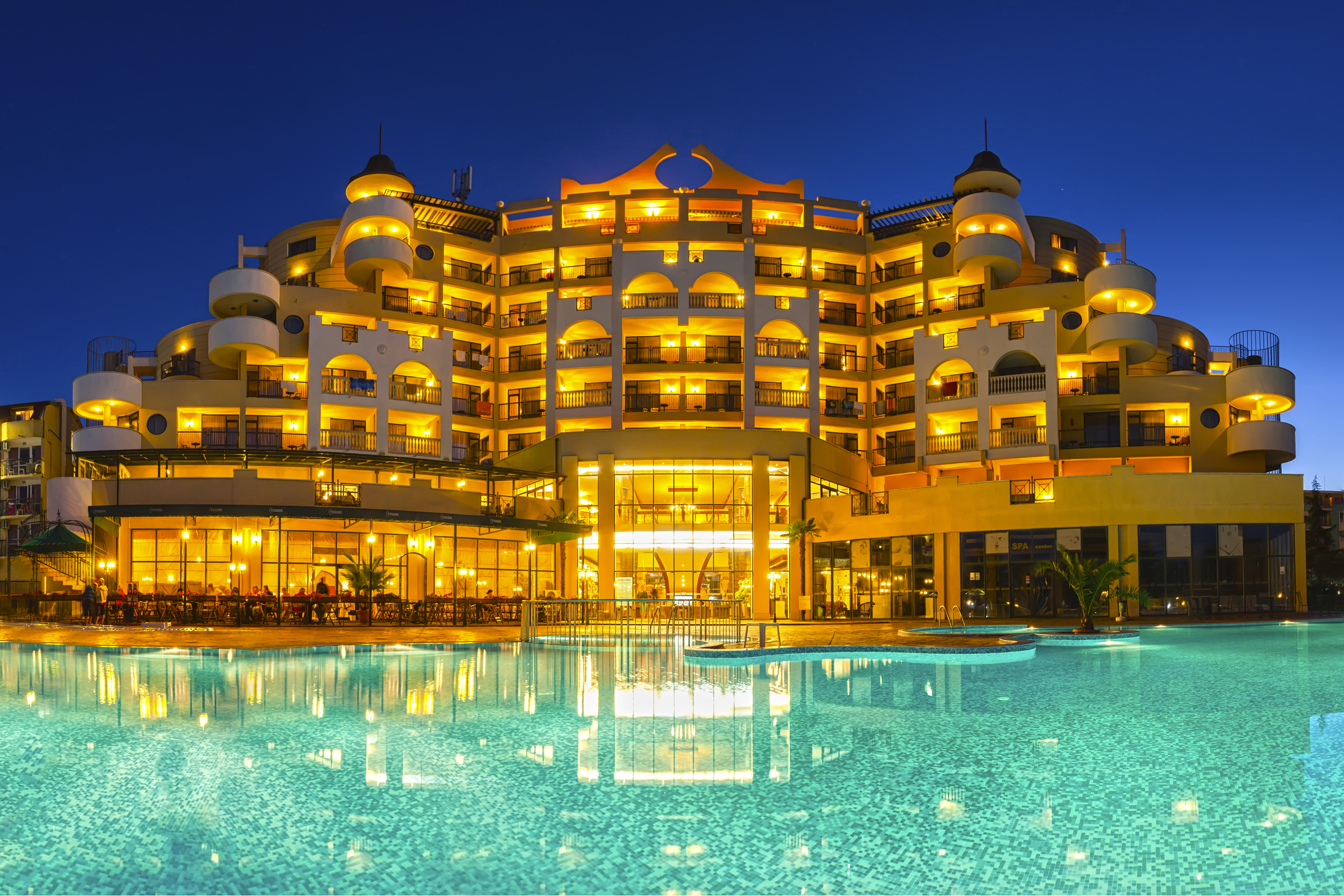
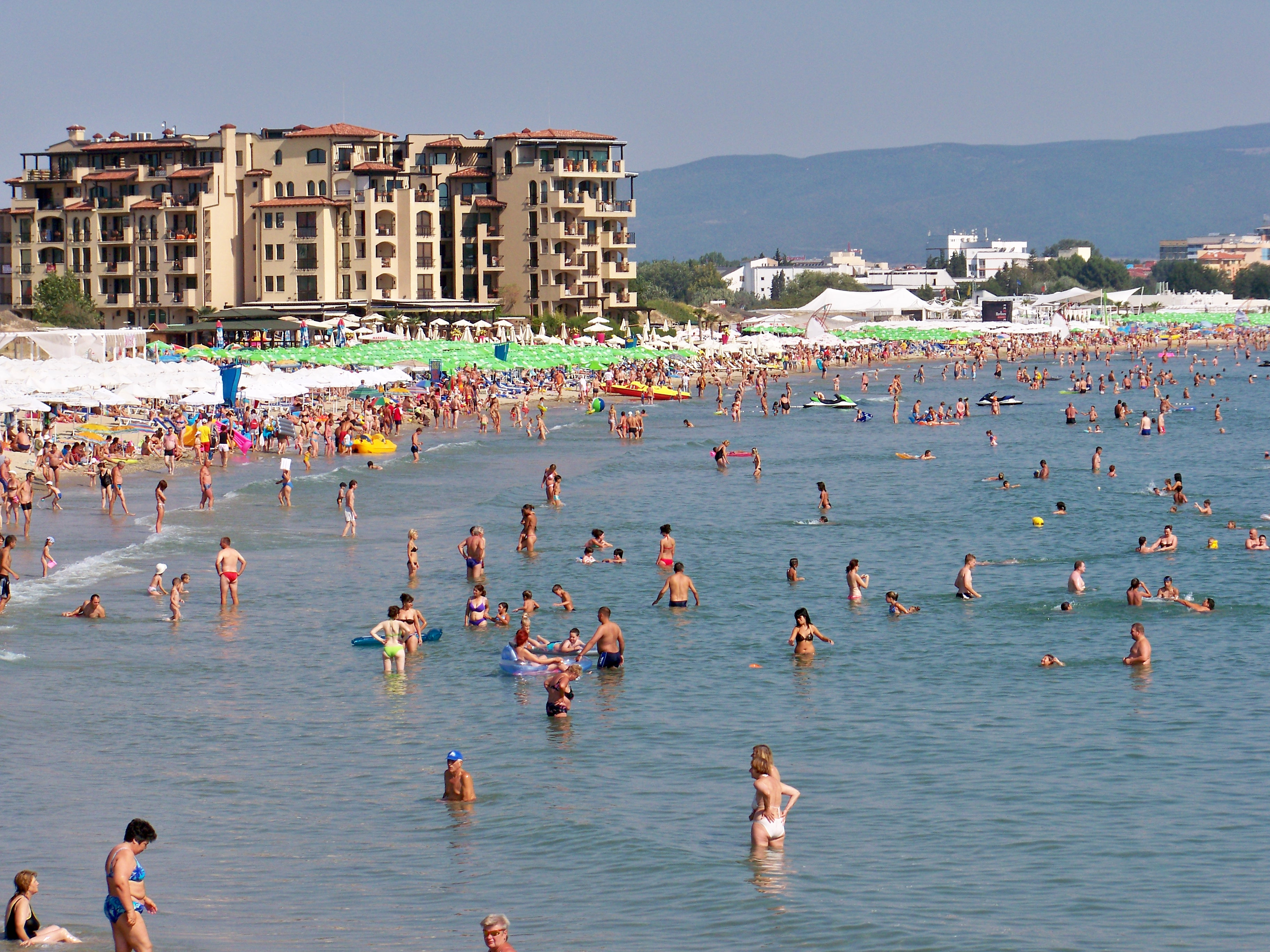
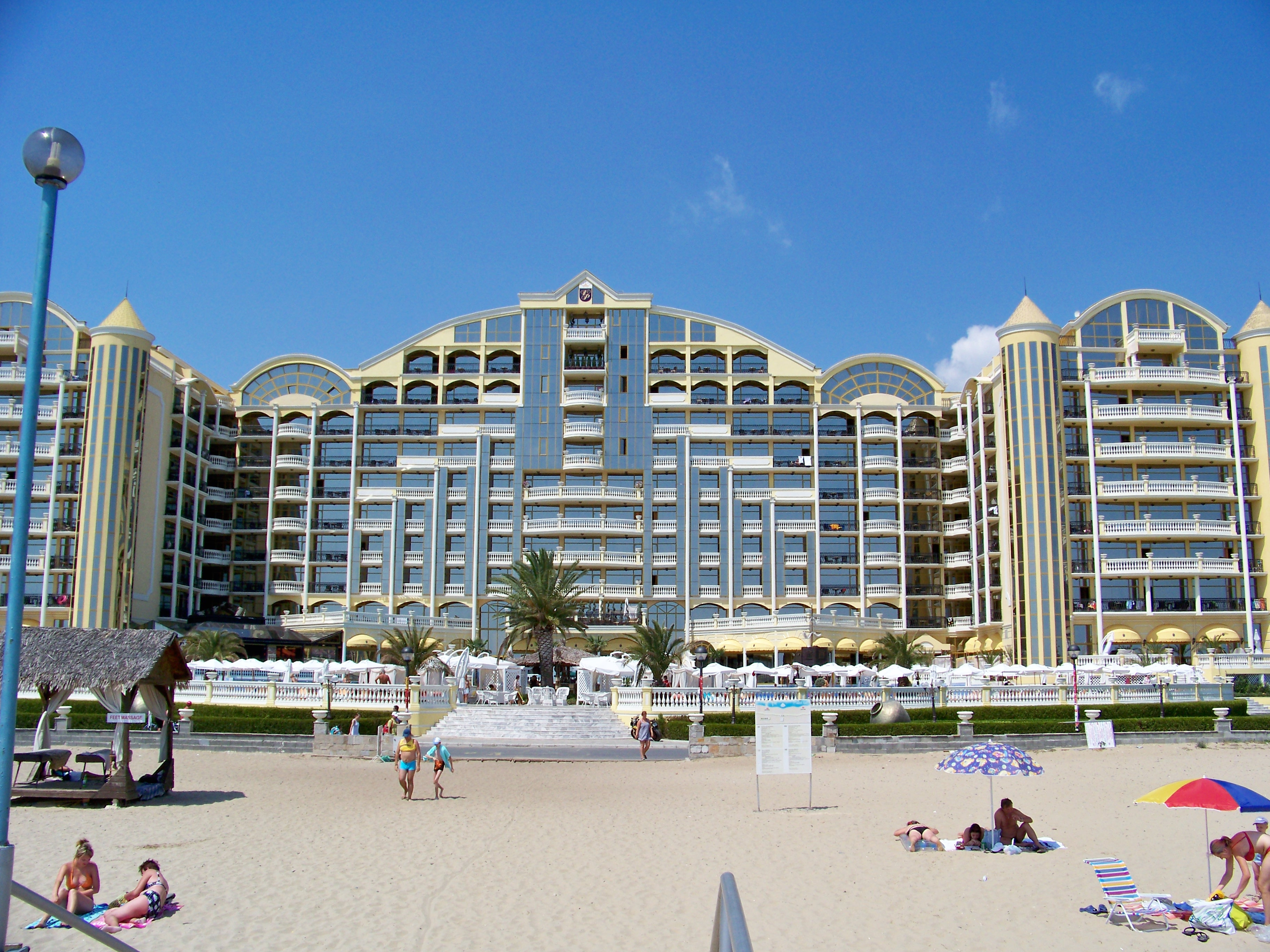
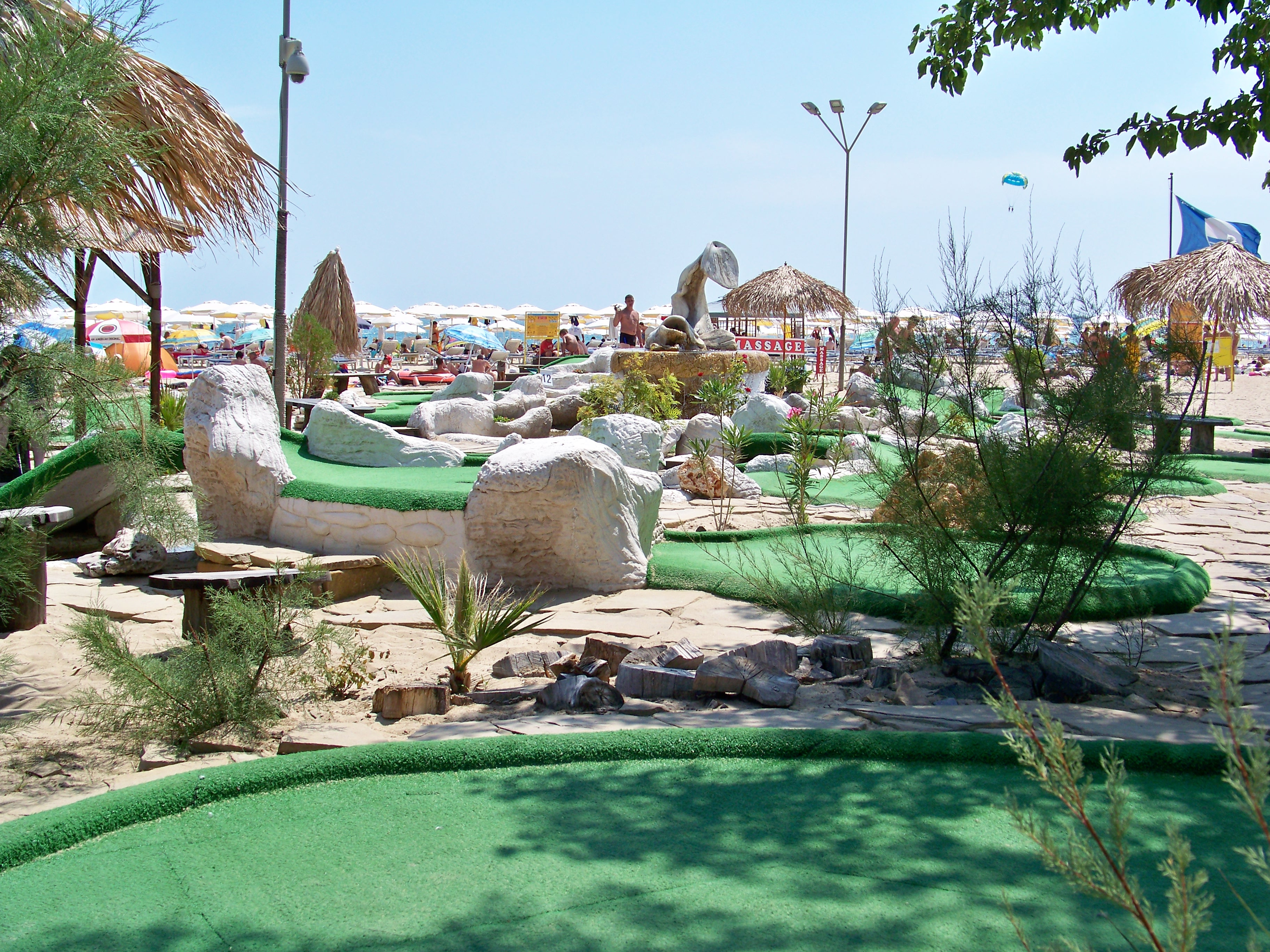
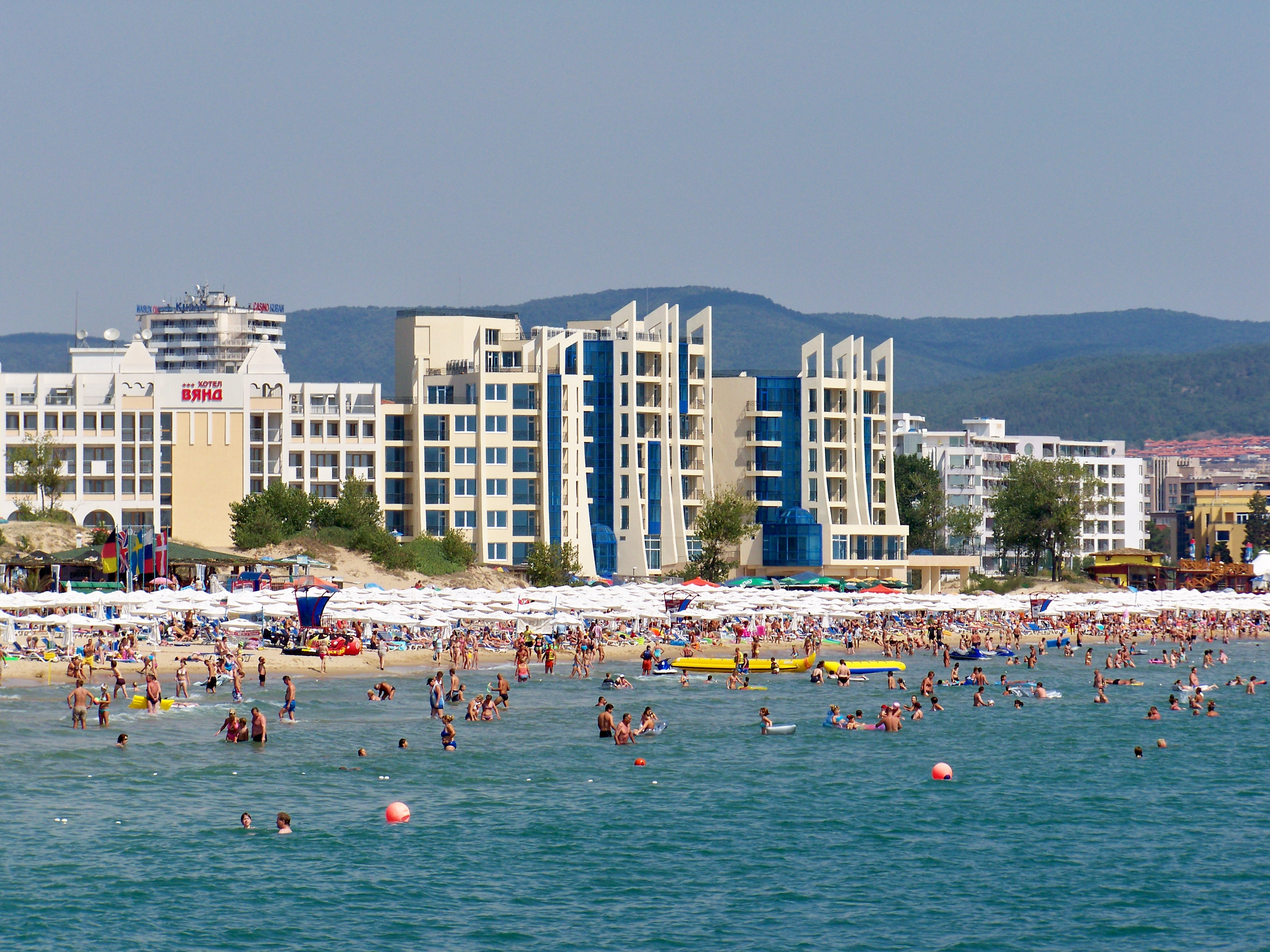
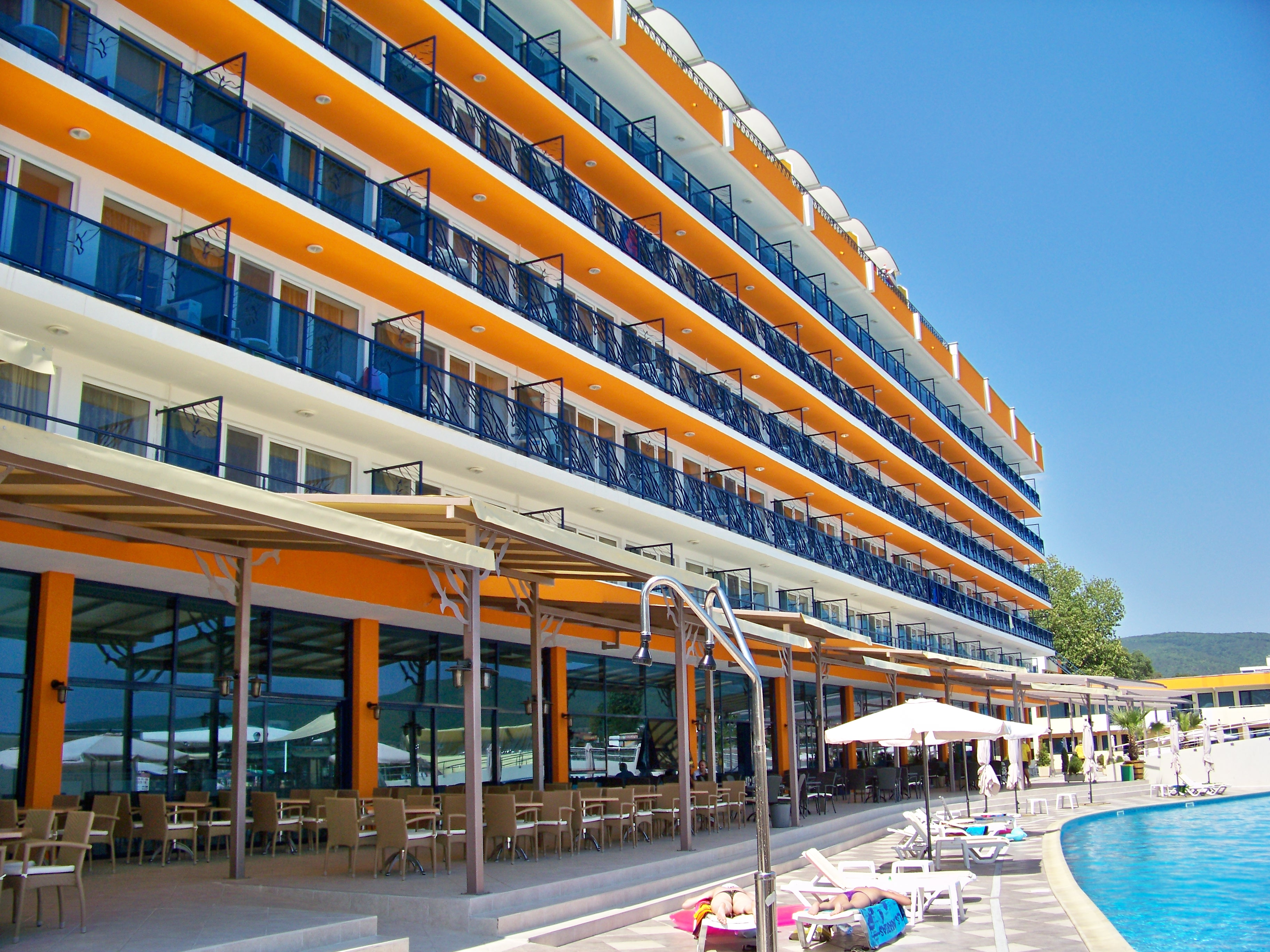
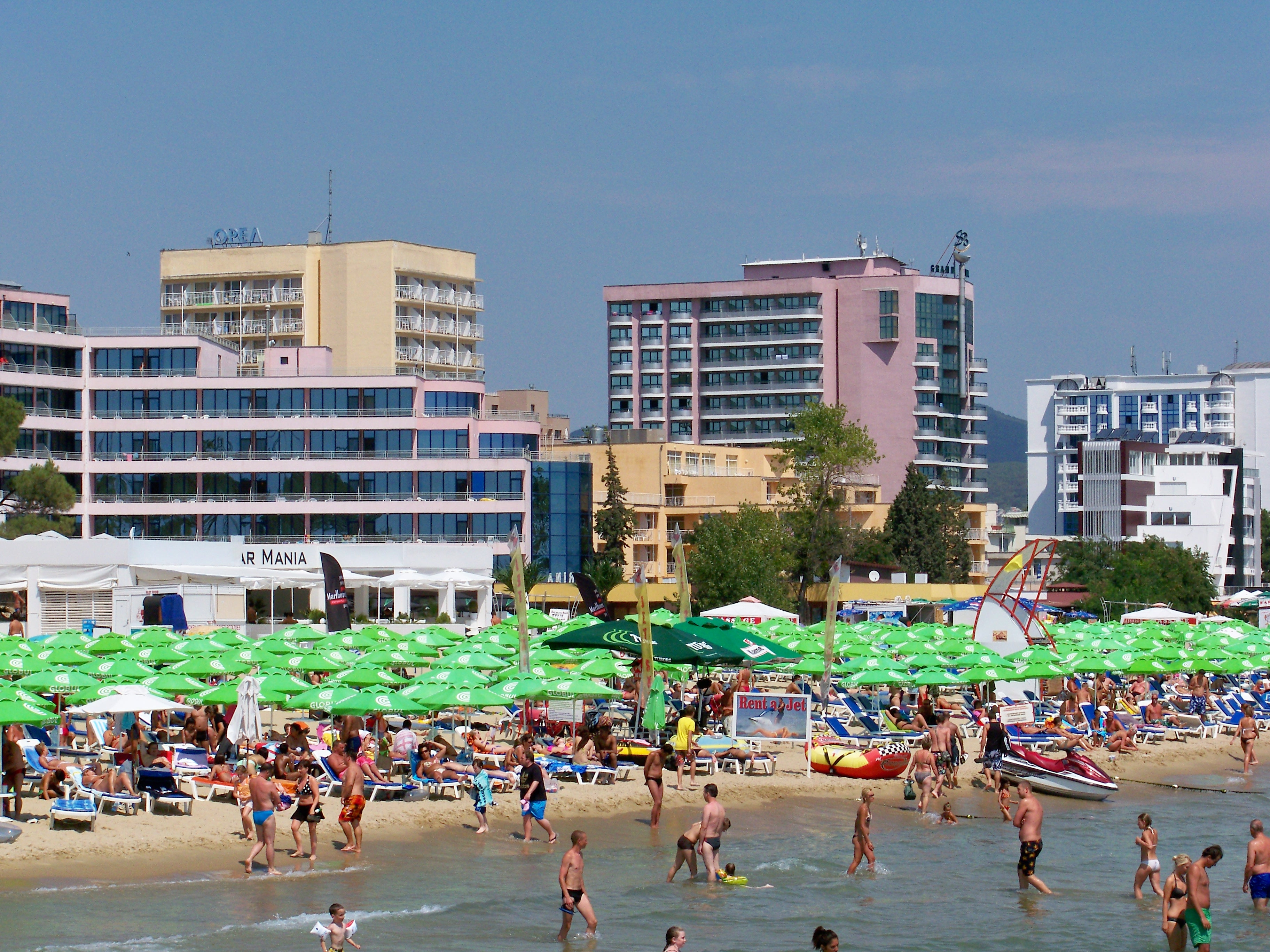
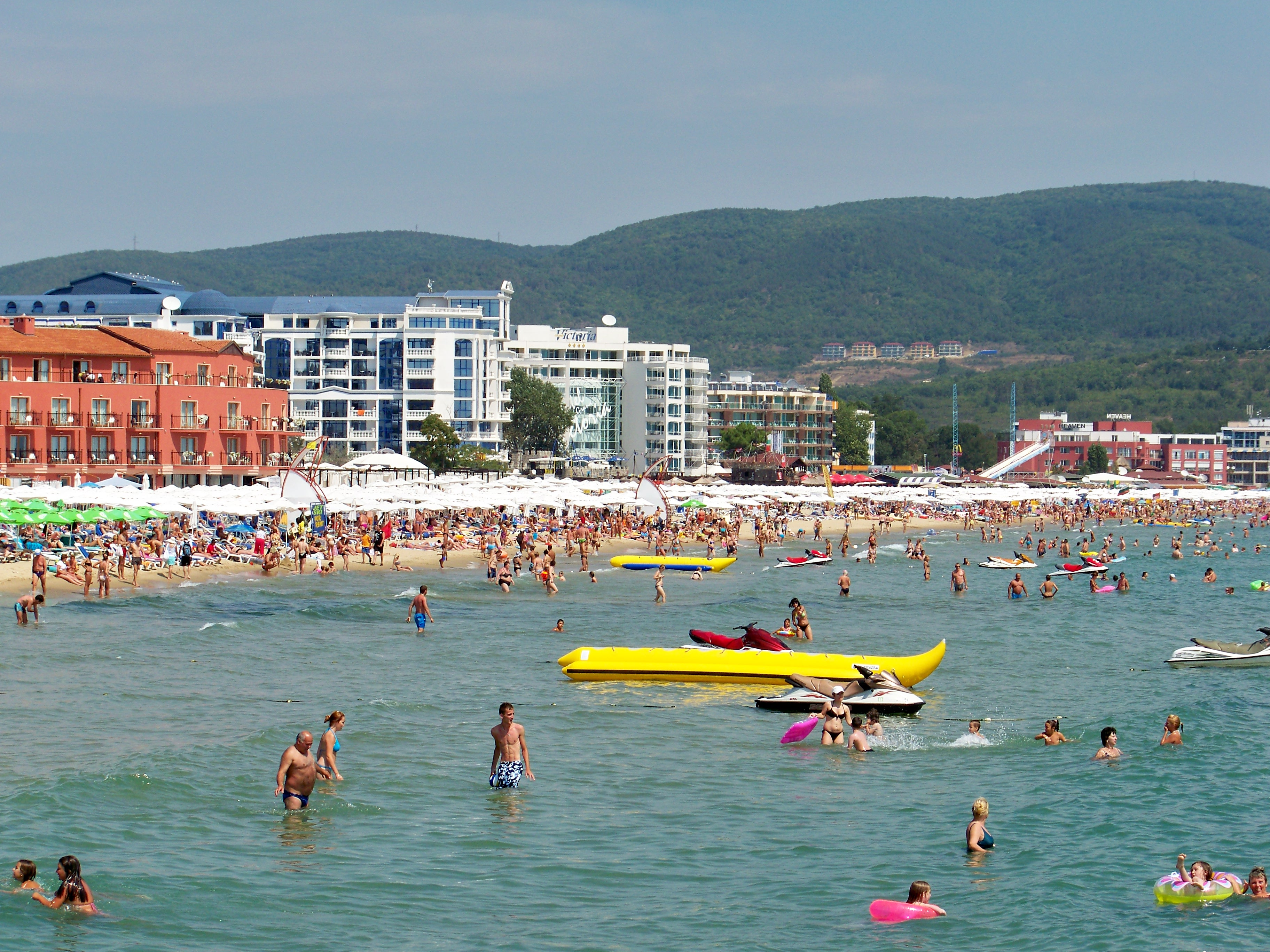
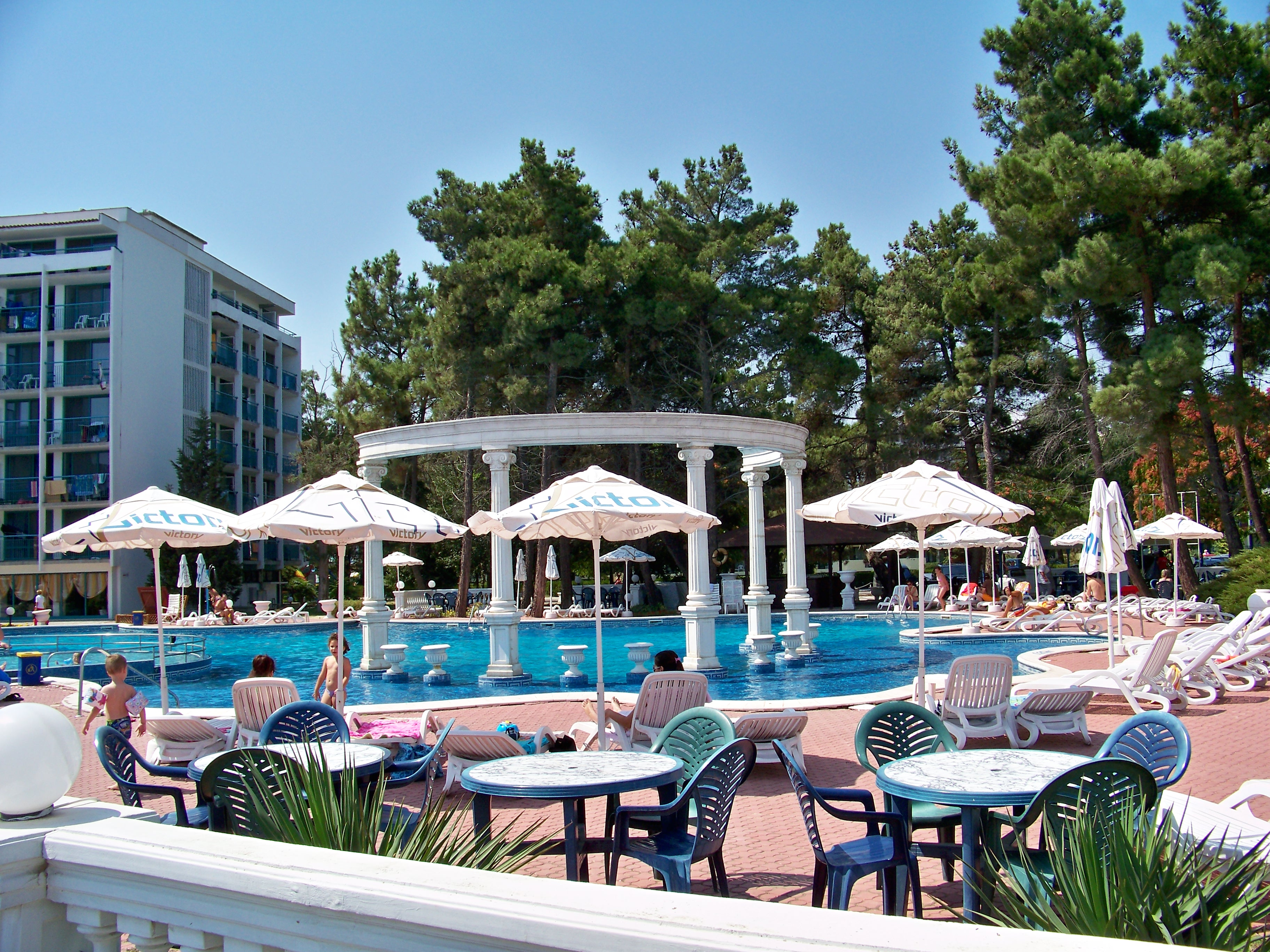
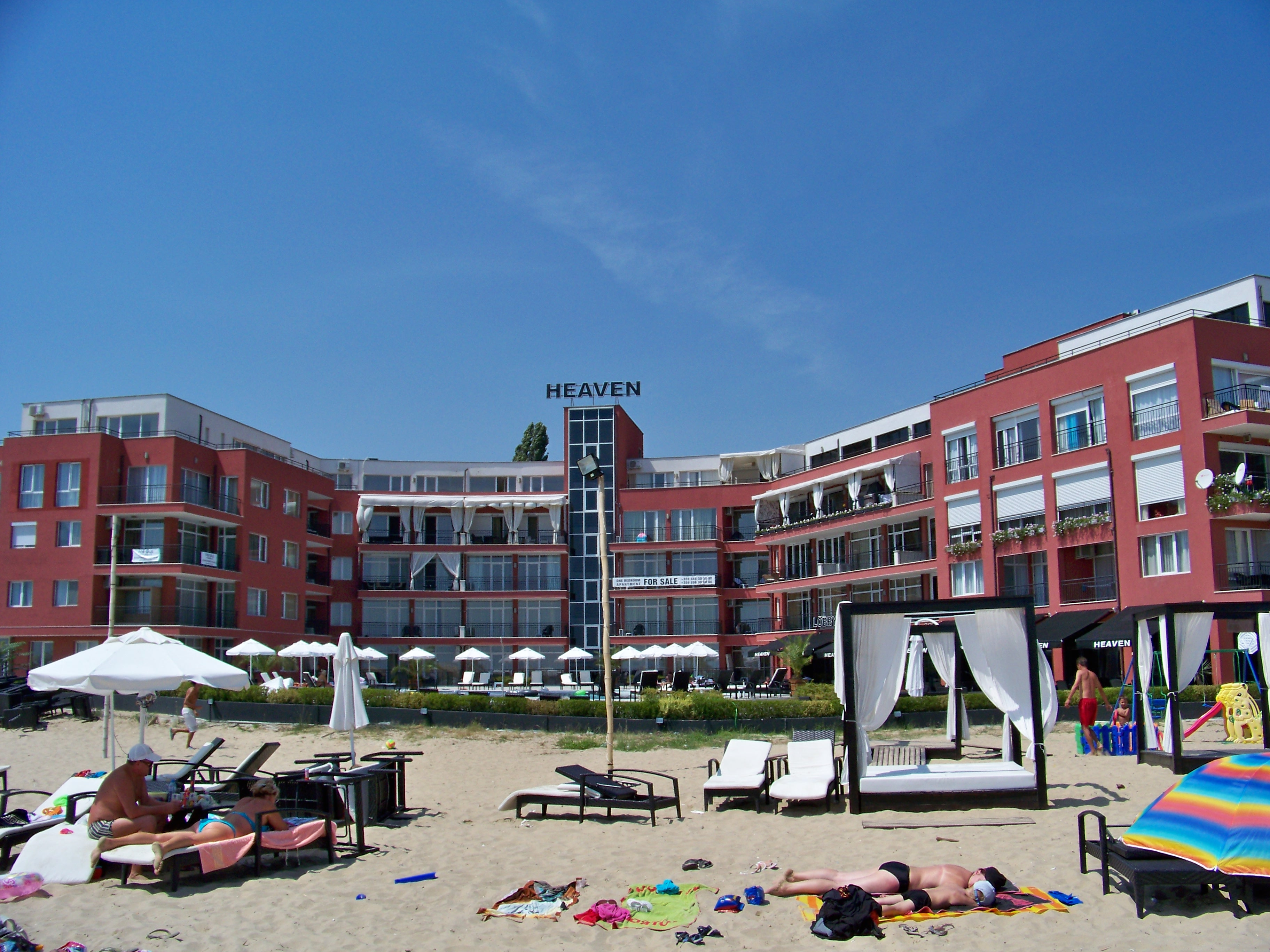